# 8. srpnja
8. srpnja (8. 7.) 189. je dan godine po gregorijanskom kalendaru (190. u prijestupnoj godini).
Do kraja godine ima još 176 dana.

## Događaji
- 1283. – Bitka za Maltu, gdje su Aragonci pobijedili Anžuvince u ratu nakon Sicilijanske večernje
- 1497. – Vasco da Gama je krenuo na prvo putovanje iz Europe prema Indiji
- 1709. – Pobjeda Petra I. Velikog nad Švedima u Poltavskoj bitci
- 1859. – Carl Ludvig Eugen postao kralj Švedske i Norveške
- 1947. – Novine Roswell Daily Record objavile članak o padu NLO-a u Roswellu
- 1979. – Jewitt i Danielson otkrili Jupiterov satelit Adrasteju
- 1987. – U Zagrebu je počela 14. ljetna Univerzijada.
- 1994. – Kim Jong-il nakon smrti oca postao vođa Sjeverne Koreje
- 2007. – Izabrano novih sedam svjetskih čuda; Kineski zid, rimski Koloseum, Taj Mahal, Machu Picchu, kip Krista Iskupitelja, grad Petra i Chichen Itza.
- 2011. – Posljednji let iz programa Space Shuttle
- 2022. – Izvršen atentat na bivšeg Japanskog premijera Shinza Abea

## Rođenja 8. srpnja
- 1597. – Artemisia Gentileschi, talijanska slikarica
- 1621. – Jean de La Fontaine, francuski književnik († 1695.)
- 1776. – Dominique-Jean Larrey, francuski kirurg († 1842.)
- 1809. – Ljudevit Gaj, hrvatski političar, jezikoslovac, ideolog, novinar i književnik († 1872.)
- 1818. – Ivan Franjo Jukić, hrvatski književnik, kulturni i politički djelatnik († 1875.)
- 1819. – Vatroslav Lisinski, hrvatski skladatelj († 1854.)
- 1831. – John Pemberton, izumitelj Coca-Cole († 1888.)
- 1838. – Ferdinand von Zeppelin,  njemački general i proizvođač zrakoplova (1914.)
- 1867. – Käthe Kollwitz, njemačka likovna umjetnica († 1945.)
- 1885. – Ernst Bloch, njemački filozof († 1977.)
- 1885. – Hugo Boss, modni dizajner († 1948.)
- 1908. – Nelson Rockefeller, potpredsjednik SAD-a († 1979.)
- 1919. – Walter Scheel, njemački političar († 2016.)
- 1938. – Josip Sever, hrvatski pjesnik († 1989.)
- 1940. – Liliana Budicin-Manestar, hrvatska sopranistica († 2000.)
- 1960. – Ena Begović, hrvatska glumica († 2000.)
- 1961. – Andrew Fletcher, engleski glazbenik i član sastava Depeche Mode († 2022.)
- 1967. – Igor Mešin, hrvatski glumac
- 1981. – Anastazija Miškina, ruska tenisačica

## Smrti 8. srpnja
- 689. – Kilijan, irski svetac i redovnik (* 640.)
- 975. – Edgar I. Miroljubivi, engleski kralj (* 943.)
- 1145. – Eugen III., papa
- 1253. – Teobald I., navarski kralj (* 1201.)
- 1623. – Grgur XV., papa (* 1554.)
- 1695. – Christiaan Huygens,  nizozemski astronom, matematičar i fizičar (* 1629.)
- 1747. – Štefan Fuček, hrvatski (kajkavski) pisac (* 1690.)
- 1822. – Percy Bysshe Shelley, engleski pjesnik (* 1792.)
- 1859. – Oskar I., švedski kralj (* 1799.)
- 1873. – Franz Xaver Winterhalter, njemački slikar (* 1805.)
- 1942. – Louis Franchet d'Esperey, francuski general (* 1856.)
- 1967. – Vivien Leigh, engleska filmska glumica (* 1913.)
- 1979. – Shin'ichirō Tomonaga, japanski fizičar i nobelovac (* 1906.)
- 1985. – Simon Kuznets, američki ekonomist, demograf, statističar i nobelovac (* 1901.)
- 1987. – Franjo Wölfl, hrvatski nogometaš (* 1918.)
- 1994. – Kim Il-sung, sjevernokorejski diktator (* 1912.)
- 2008. – Grozdan Knežević, hrvatski arhitekt (* 1928.)
- 2008. – Kata Šoljić, junakinja Domovinskog rata, simbol patnje i hrabrosti (* 1922.)
- 2012. – Ernest Borgnine, američki glumac (* 1917.)
- 2019. – Maja Perfiljeva, hrvatska autorica pjesama (* 1941.)
- 2022. – Shinzo Abe, japanski premijer (* 1954.)

## Blagdani i spomendani
- Dan neplodnih bračnih parova[1]
- Dan grada Tomislavgrada